# Reliquia santamarta
Reliquia santamarta är en fjärilsart som beskrevs av Ackery 1975. Reliquia santamarta ingår i släktet Reliquia och familjen vitfjärilar. Inga underarter finns listade.